# Leptoscopidae
Los leptoscópidos (Leptoscopidae) son una familia de peces marinos incluida en el orden Perciformes, distribuidos por costas de Australia y Nueva Zelanda, ocasionalmente además de en el mar pueden verse en estuario de ríos.

## Morfología
Ojos situados dorsalmente o casi dorsal; boca moderadamente oblicua, con labios con flecos, la línea lateral a lo largo de los flancos medios; cuerpo con numerosas escamas, aletas dorsales y anales largas.

## Géneros y especies
Existen sólo cinco especies agrupadas en tres géneros:
- Crapatalus Günther, 1861
  - Crapatalus angusticeps (Hutton, 1874)
  - Crapatalus munroi Last y Edgar, 1987
  - Crapatalus novaezelandiae Günther, 1861
- Leptoscopus Gill, 1859
  - Leptoscopus macropygus (Richardson, 1846)
- Lesueurina Fowler, 1908
  - Lesueurina platycephala Fowler, 1908